# Método Hückel
El método Hückel, propuesto en 1930 por el físico químico alemán Erich Hückel (1896-1980) , es el método de aproximación más simple de la teoría de orbitales moleculares. Su aplicación está restringida al tratamiento de sistemas de hidrocarburos planos con enlaces π conjugados como, por ejemplo, etano (etilo), benceno, butadieno, etc. Solo es aplicable al estudio de aquellas propiedades que estén dominadas por los orbitales moleculares π. Asimismo, es la base teórica de la regla de Hückel. 
Aunque inicialmente solo trataba sistemas formados en su totalidad por átomos de carbono, más tarde se extendió su uso a otras sustancias como la piridina, el pirrol y el furano, moléculas en cuya composición se encuentran átomos de nitrógeno y oxígeno, entre otros. Son los denominados heteroátomos.

## Postulados
El método más simple de la teoría de orbitales moleculares se basa en:
- Existe una separación σ−π, de modo que los orbitales moleculares π están separados del esqueleto σ de la molécula.

- En la construcción de los orbitales moleculares π, solo intervienen los orbitales p perpendiculares al plano molecular.

- El conjunto de orbitales p constituye una base ortonormal: {\displaystyle S_{ij}=\delta _{ij}} (Donde {\displaystyle \delta _{ij}} es lDelta de Kronecker)

- Los elementos de la matriz de Hückel {\displaystyle H_{ij}} se aproximan mediante los parámetros {\displaystyle \alpha } y {\displaystyle \beta } de acuerdo con la siguiente regla:

{\displaystyle H_{ij}=\langle p_{i}|H|p_{j}\rangle ={\begin{cases}\alpha ,{\mbox{si }}i=j\\\beta ,{\mbox{si }}i\neq j{\mbox{ pero }}i{\mbox{ unido a }}j\\0,{\mbox{en otros casos }}\end{cases}}}

## Procedimiento
La aplicación del método Hückel se realiza mediante la construcción del determinante asociado a la molécula, para lo cual es necesario especificar qué átomos la componen y cuál es su conectividad. En un ejemplo sencillo sobre la molécula de etileno (eteno) se tendría:

{\displaystyle {\begin{pmatrix}H_{11}-ES_{11}&H_{12}-ES_{12}\\H_{21}-ES_{21}&H_{22}-ES_{22}\end{pmatrix}}{\begin{pmatrix}c_{1}\\c_{2}\end{pmatrix}}=0}

al que aplicando la regla de determinación de los elementos de la matriz quedaría:

{\displaystyle {\begin{pmatrix}\alpha -E&\beta \\\beta &\alpha -E\end{pmatrix}}{\begin{pmatrix}c_{1}\\c_{2}\end{pmatrix}}=0\quad \Longrightarrow \qquad {\begin{pmatrix}{\frac {\alpha -E}{\beta }}&1\\1&{\frac {\alpha -E}{\beta }}\end{pmatrix}}{\begin{pmatrix}c_{1}\\c_{2}\end{pmatrix}}=0}

Si se realiza a continuación la sustitución {\displaystyle {\cfrac {\alpha -E}{\beta }}=x}, pasaría a {\displaystyle {\begin{pmatrix}x&1\\1&x\end{pmatrix}}{\begin{pmatrix}c_{1}\\c_{2}\end{pmatrix}}=0}
Dado que los coeficientes de contribución atómica {\displaystyle c_{1}{\mbox{ y }}c_{2}} no pueden ser nulos, la única opción es que el determinante en los que se incluyen los términos α y β sea nulo:

{\displaystyle {\begin{vmatrix}x&1\\1&x\end{vmatrix}}=x^{2}-1=0\Longrightarrow \qquad E=\alpha \pm \beta }

Al resolver el determinante se obtiene la energía de los orbitales moleculares π en unidades β (tiene un valor negativo) y los coeficientes {\displaystyle c_{jr}} que indican la contribución de un átomo dado r al orbital molecular j.
Conocidos estos datos se pueden realizar los siguientes cálculos:
- La energía total del sistema π:

{\displaystyle E_{\pi }=\sum _{j=1}^{noc}n_{j}\epsilon _{j}}

siendo {\displaystyle n_{j}} el número de electrones en el orbital molecular j y noc el número de orbitales moleculares ocupados.
- El orden de enlace π.